# MMDB
分子模型数据库（英語：Molecular Modeling Database，MMDB）是一个实验测定的生物大分子的三维立体结构数据库，由美国国家生物技术信息中心运营。